# Havet og menneskene
Havet og menneskene er en dansk spillefilm fra 1970 med instruktion og manuskript af Sigfred Aagaard. Filmen er baseret på et skuespil af Kaj Munk, der blev skrevet i 1929 og trykt i 1948, men først opført i 1960.

## Handling
En ny hjælpepræst ankommer til et vestjysk sogn. Her forelsker han sig i datteren af en magtfuld købmandskone og lokalpolitiker. Hun får da i al hast datteren gift med kommissen i forretningen og til tonerne af bryllupsmarchen sværger præsten hævn over moderen. Han bliver selv sognepræst og udmanøvrerer hende i de følgende år både forretningsmæssigt og politisk. De politiske stridigheder gælder bygningen af et dige mod Vesterhavet.

## Medvirkende
- Hans Røy - Erik Bynke, præst
- Jenny Østergaard - Alma Jensen, købmandskone
- Aase Lykke - Gunhild, Almas datter
- Svend Andersen - Niels Øster, gårdmand
- Karen Ernst - Trine Skelby
- Jens Galsgaard - Henrik, kommis
- Andreas Holm - Magle, den gamle sognepræst
- Mary Holm - Frk. Andersen, Magles husbestyrerinde
- Ernst Jensen - Bernhard Hjælme, fisker og arbejdsmand
- Einar Johansen - Jørgen Toft, sognefoged
- Herlev Kongsgaard - Kristensen, proprietær
- Emil Nørtoft - Niels Kvas, husmand og fisker
- Søren Thejlade - Tember, lærer
- Christen Aaberg - H.P. Nielsen, sognerådsformand

## Baggrund
Aagaards filmatisering af Kaj Munks skuespil blev optaget med vestjyske amatørskuespillere i rollerne, så dialogen var næsten uforståelig for publikum i det øvrige land. Filmen blev faktisk senere forsynet med undertekster. Aagaard var gennemgående trofast mod Munk og hans dialog og medtog også stykkets sidehandlinger. Dog lod han ikke datteren og præsten drukne under den stormflodskatastrofe, der er stykkets dramatiske slutning. Amatørfilmen kostede 400.000 kr. (200 personer havde kautioneret), som næsten blev spillet hjem, idet filmen var en publikumssucces i Vestjylland og blev set af 60.000 mennesker. Som lokaliteter benyttedes Nr. Lyngvig, Vind Kirke, Husby Klit og Strandgården i Husby Klit.